# 西原村立河原小学校
西原村立河原小学校（にしはらそんりつ かわはらしょうがっこう）は、熊本県阿蘇郡西原村河原にある公立小学校。

## 沿革
- 1874年（明治7年） - 田中部落元庄屋事務所跡に小学校を開設。
- 1890年（明治23年） - 学制改革により河原尋常小学校となる。
- 1905年（明治38年） - 河原尋常高等小学校と改称。
- 1908年（明治41年） - 河原尋常小学校と改称。
- 1910年（明治43年） - 校舎移転（門出保育園所跡地）。小野分教場廃止。
- 1941年（昭和16年） - 国民学校令により熊本県河原国民学校と改称。
- 1947年（昭和22年） - 学制改革により上益城郡河原村立河原小学校と改称。
- 1960年（昭和35年） - 山西村との町村合併に伴い西原村立河原小学校と改称。
- 1967年（昭和42年） - 現在地に移転。
- 2001年（平成13年） - 新校舎落成式[1]。

## 通学区域
- 大字河原区　大字宮山区の一部（日向、多々良）[2]

## 進学先中学校
- 西原村立西原中学校